# Rezka Dragar
Rezka Dragar (roj. Južina), slovenska komunistka, partizanka, prvoborka in narodna herojinja, *16. november 1913, Krašnja pri Moravčah, Kranjska, †16. oktober 1941, Lancovo pri Radovljici.

## Življenjepis
Rezka Južina je bila nezakonska hči tovarniške delavke, kar je bilo v času njenega otroštva še vedno velika sramota in je bila zaradi tega velikokrat zapostavljena.
Že zelo mlada je postala tovarniška delavka, se vključila v sindikat in v črnuško podružnico društva Svoboda. Zaradi politične usmerjenosti je morala velikokrat menjavati službo in bila pogosto brezposelna. Najprej je delala v tovarni platna v Jaršah, nato v Eiflerjevi tekstilni tovarni za Bežigradom, zatem v tovarni Jugobruna v Kranju. 
V tej tovarni se je leta 1937 udeležila tudi znane stavke, v kateri je dokazala svojo borbenost, ko se je postavila pred vlak, ki naj bi iz tovarne med stavko odpeljal izgotovljeno blago. Če bi namreč vlak začel natovarjati blago, bi izbruhnili nemiri, ki bi bili povod za nasilno prekinitev stavke. Po koncu stavke je bila aretirana kot kolovodja in imela opravka s policijo.
Že pred letom 1934 (viri o tem se razlikujejo) je postala članica KPJ in se tega leta vključila v partijsko celico za Črnuče in Ježico. Leta 1938 se je poročila s Tonetom Dragarjem. Ker v tem času že ni mogla več dobiti službe, je kot tekstilka s strojem delala doma ter se še naprej udejstvovala v KPS in Vzajemnosti ter leta 1940 sodelovala v protidraginjskih protestih na Ježici.
Po okupaciji Jugoslavije se je začela pripravljati na oborožen odpor ter opravljala propagandno delo med dekleti in ženami. 23. junija 1941 je z drugimi črnuškimi komunisti zapustila dom in odšla v gozdove okoli Rašice. Sredi julija je postala borka Rašiške čete ter se udeleževala njenih akcij, še zmeraj pa je veliko delala tudi na terenu. Po ustanovitvi Kamniškega bataljona je pogosto opravljala kurirske posle, saj sovražniki med partizani niso pričakovali ženske.
Po razpadu Rašiške čete se je znašla v skupini ranjenih in bolnih, ki jo je vodil Maks Pečar. Ko so skupino 29. septembra v Selu pri Vodicah obkolili Nemci, je ta padel, njo pa so zajeli. Odpeljali so jo v Begunje in jo mučili, a jim ni izdala ničesar uporabnega. Ker so partizani sredi oktobra v Lancovem pri Radovljici požgali veliko žago, so Nemci sestavili skupino talcev, med katerimi je bila tudi Rezka Dragar, in jih 16. oktobra v tem kraju postrelili.
Za narodno herojinjo je bila razglašena 15. julija 1951. Med letoma 1980 in 1998 se je po njej imenovala krajevna skupnost Rezka Dragar-Črnuče.